# Фонцазо
Фондза́зо, Фонцазо (итал. Fonzaso) — коммуна в Италии, располагается в провинции Беллуно области Венеция.
Население составляет 3413 человека, плотность населения составляет 126 чел./км². Занимает площадь 27 км². Почтовый индекс — 32030. Телефонный код — 0439.
В коммуне 8 сентября особо празднуется Рождество Пресвятой Богородицы.

### Архитектура
- Храм Рождества Пресвятой Богородицы (Фонцазо)[итал.] построена в 1610 году на месте прежнего храма, разрушенного во время пожара (1581)[1]
- Храм святого Готтарда (San Gottardo ad Arten)
- Храм святой Иустины (Santa Giustina), украшен древними фресами, наиболее древними в Фельтрино
- Храм Пресвятой Богородицы (Madonna di Lourdes ad Agana), (1957)[2]
- Храм святого Иосифа во Фрассене (Chiesa di San Giuseppe a Frassenè), (1960)[3]
- Скит святого Михаила (Eremo di San Michele, на местном совете: San Micél), бывшая резиденция "Хранителей Огня" ("Guardiano del Fuoco")